# Veterans Memorial Coliseum (Portland)
Veterans Memorial Coliseum (nazwa wcześniejsza i powszechniejsza: Memorial Coliseum) – zamknięty obiekt sportowy zlokalizowany w amerykańskim Portland, w sportowej części miasta – Rose Quarter.
W arenie odbywają się mecze Portland Winterhawks, juniorskiej drużyny hokeja na lodzie, a wcześniej była pierwszym obiektem, w którym występowali koszykarze zespołu Portland Trail Blazers grającego w NBA.
Veterans Memorial Coliseum znalazł się na liście National Register of Historic Places z powodu architektonicznego znaczenia.

## Najemcy
Obiekt był domem dla hokeistów Portland Buckaroos z Western Hockey League. W 1965 roku był miejscem turnieju NCAA Men’s Division I Basketball Championship, kiedy drużyna UCLA zdobyła swój drugi tytuł mistrzowski (z dziesięciu w latach 60. i 70.).

### Portland Trail Blazers

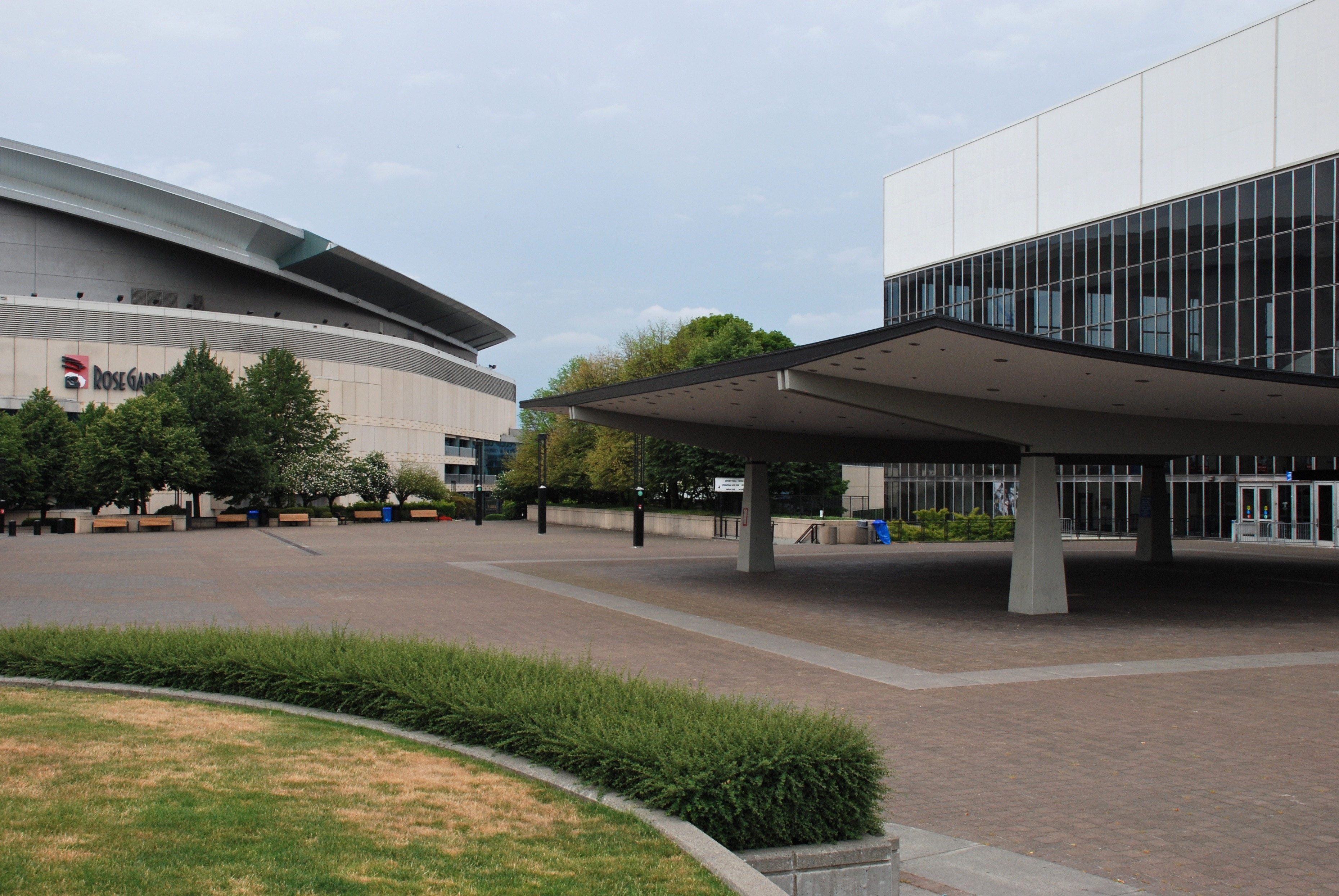
W 1995 roku Moda Center (po lewej) zastąpiło Memorial Coliseum dla występów zespołu Portland Trail Blazers.

Kiedy w 1970 roku powstał zespół Portland Trail Blazers, Memorial Coliseum stało się ich domową areną mogącą pomieścić blisko 13 tys. miejsc siedzących podczas meczów koszykówki. Trzy edycje finałów ligi NBA zostały rozegrane (częściowo) w Coliseum – w 1977 roku (gdy Trail Blazers zwyciężyli), w 1990 i w 1992.
W listopadzie 1974 roku, Gerald Ford stał się pierwszym prezydentem, który był obecny na meczu ligi NBA. Ford oglądał w Memorial Coliseum wygraną Trail Blazers z Buffalo Braves.
Niedługo po zakończeniu finałów NBA w 1992 roku rozpoczęto budowę Rose Garden (obecnie Moda Center). Kiedy w 1995 roku obiekt został otwarty stał się on domową areną spotkań drużyny.
W październiku 2009 roku – w związku z 40-leciem istnienia drużyny – Blazers rozegrali presezonowy mecz w Memorial Coliseum przeciwko Phoenix Suns. Podczas spotkania obecni byli założyciel drużyny Harry Glickman, byli zawodnicy – Jerome Kersey, Terry Porter i Bob Gross, jak również prezenter Bill Schonely. Suns pokonali Blazers (110–104) przy trybunach zapełnionych 11 740 widzami.

### Portland Winterhawks
Budynek jest domową areną zespołu Portland Winterhawks grającego w Western Hockey League, która dzieli harmonogram spotkań z sąsiednim obiektem Moda Center.

### Pozostali najemcy
W Coliseum mecze halowej piłki nożnej rozgrywał pierwotny zespół Portland Timbers z NASL. Drużyna Portland Power z American Basketball League grała w Memorial Coliseum w latach 1996–1998. W latach 1966–2003 obiekt gościł także zawody OSAA 4A Men’s State Basketball Tournament. W Memorial Coliseum odbywają się także mecze turnieju Oregon State Hockey Association High School State Tournament. Arena jest miejscem ponad 150 wydarzeń każdego roku.

## Główne wydarzenia

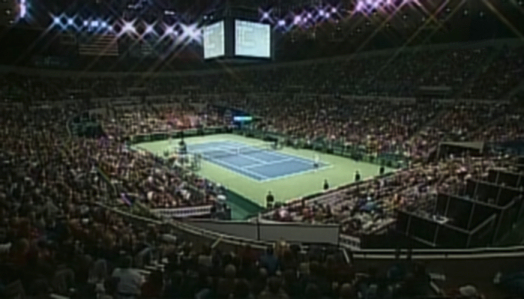
Wnętrze obiektu podczas Pucharu Davisa w 2007 roku

W projekcie Memorial Coliseum uwzględniono większe drzwi na obu końcach obiektu w celu dostosowania do przemieszczania się platform podczas parady Grand Floral będącej częścią Portland Rose Festival. Od 1961 roku na terenie areny odbywa się koronacja królowej festiwalu.
22 sierpnia 1965 roku zespół The Beatles zagrał dwa koncerty w Memorial Coliseum dla łącznie 20 tys. fanów. Allen Ginsberg, który był wśród publiczności, napisał poemat na temat tamtego wydarzenia – Portland Coliseum.
11 listopada 1970 i 27 kwietnia 1973 roku w Memorial Coliseum wystąpił Elvis Presley przed widownią liczącą odpowiednio 11 800 i 13 000 osób.
23 marca 1970 roku w arenie zagrała brytyjska grupa rockowa Led Zeppelin, która zgromadziła w Memorial Coliseum 7 000 fanów. Blisko dwa lata później, 17 czerwca 1972 roku Anglicy podczas ósmej północnoamerykańskiej trasy zgromadzili w portlandzkim obiekcie 12 000 publiczności.
W dniach 30 listopada – 2 grudnia 2007 roku w Memorial Coliseum odbywał się finał Pucharu Davisa w tenisie pomiędzy USA i Rosją.
Barack Obama przemawiał w Memorial Coliseum 21 marca 2008 roku, zanim zwyciężył w prawyborach Partii Demokratycznej.